# Београдски планетаријум
Београдски планетаријум један је од два планетаријума у Србији. Налази се у Доњем граду Београдске тврђаве у општини Стари град и користи га Астрономско друштво Руђер Бошковић. Пре 1967. године овај објекат био је познат као „Старо турско купатило у Доњем граду”.

## Локација
Налази се у Доњем граду Београдске тврђаве у општини Стари град на заравни испод дунавске падине у непосредној близини средњовековног комплекса доњоградске Источне капије.

## Историјат
Зграда је првобитно грађена као турско купатило у периоду између 1860. и 1867. године, када су Османлије напустиле тврђаву. Током Првог светског рата објекат је коришћен као војно купатило. Зграда је скоро срушена након експлозије 1944. годне у оближњој Источној капији Београдске тврђаве.
Након оснивања Завода за заштиту споменика културе града Београда, 1962. године покренута је реконструкција објекта наводећи „неспорна споменичка својства зграде“. Реконструкција је завршена 1964. године, а објекат је остао некоришћен до 1967. године. Првобитна идеја је била да се објекат адаптира у лапидаријум. Требало је да постане изложбени простор за камене предмете – споменике, епитафе, саркофаге, статуе итд. План је у једном тренутку одбачен и одлучено је да се претвори у планетаријум.
Да би објекат функционисао као планетаријум, у централном делу хамама, изграђена је самостална кружна конструкција. У њему се налази пројектор, а свод куполе се користи као платно. Планетаријум Астрономског друштва Руђер Бошковић постављен је 1967—1968 године. Инструмент планетаријума „мали  Цајс” купљен је на Београдском сајму технике 1966. године захваљујући Јосипу Брозу Титу на иницијативу чланова Друштва Руђер Бошковић.  Незванично почео је са радом 1969. године, а званично 1970. године.
Сала планетаријума има пречник од 8 м и 80 седишта. Сачувани су цртежи панораме Београда из шездесетих година 20. века. Током свечаности поводом обележавања 50 година планетаријума 2019. године, објекат је обновљен новим пројектором који је омогућио пројекције. Такође, планетаријум је делимично реновиран пошто су оловни кровни панели временом дотрајали. Београдски планетаријум је у време свог оснивања био један од најмодернијих планетаријум у југоисточној Европи.

## Карактеристике
На улазу у планетаријум налази се скулптура „Човек на крају другог миленијума”, а рад је вајара Зорана Кузмановића. Процењује се да је 2019. године планетаријум посетило преко пола милиона посетилаца за 50 година откако је отворен. Планетаријум је повремено домаћин уметничких и културних скупова, који нису повезани са астрономијом.
Главни посетиоци планетаријума су ученици београдских основних и средњих школа. У планетаријуму се одржавају следеће периодичне активности Друштва:
- Курсеви астрономије за почетнике (пролећни и јесењи; у пролеће 2007. одржан је осамдесети курс)
- Београдски астрономски викенд
- Летњи астрономски састанци